# Gesprächskreis Ost
Der Gesprächskreis Ost war ein Expertengremium zur Untersuchung der Förderpolitik für die Neuen Bundesländer, insbesondere des Solidaritätszuschlags. Der Gesprächskreis Ost wurde 2003 im Auftrag der damaligen deutschen Bundesregierung unter Kanzler Gerhard Schröder gegründet. Den Gesprächskreis Ost bildeten insgesamt 16 Fachleute aus Politik, Wirtschaft und Wissenschaft Deutschlands. Er wurde vom Sprecher Klaus von Dohnanyi und Edgar Most geleitet. 2004 wurde der Abschlussbericht mit einer zukünftigen Entwicklungsstrategie für die Neuen Bundesländer veröffentlicht.

## Mitglieder
Folgende Personen waren Mitglied des Gesprächskreises Ost laut dem Bericht:
- Hilmar Fuchs, Vorsitzender des Verbands Innovativer Unternehmen
- Karl Döring (* 1937), 1990 bis 1995 Vorstandsvorsitzender der aus dem Kombinat entstandenen EKO Stahl AG Eisenhüttenstadt und stellvertretender DDR-Minister für Erzbergbau
- Klaus von Dohnanyi (* 1928), deutscher Politiker
- Bart J. Groot (* 1944), Aufsichtsratsvorsitzender der Regionenmarketing Mitteldeutschland
- Klaus Hieckmann (* 1946), Präsident der IHK Magdeburg (1995–2007)
- Horst Klinkmann (* 1935), deutscher Mediziner
- Dietrich Lehmann (* 1952), Vizepräsident des Unternehmerverbands Vorpommern
- Klaus Mangold (* 1943), deutscher Manager
- Karl-Ulrich Meyn (* 1939), deutscher Jurist
- Edgar Most (1940–2015), 1990 1. Vizepräsident der Staatsbank der DDR
- Erhard Ostwald (* 1950), Vizepräsident des Bauindustrieverbandes
- Heinz Putzhammer (1941–2006), Mitglied des Geschäftsführenden Bundesvorstandes (1998–2006) des Deutschen Gewerkschaftsbundes (DGB)
- Helmut Seitz (1956–2009), Professor an der Technischen Universität (2004–2009) in Dresden sowie an der Europa-Universität Viadrina (1995–2004)
- Stephan Schröter
- Bernd Schuster, Vorstandsmitglied (bis 2005) der NordLB
- Klaus Weise (* 1952), Geschäftsführer der Immergut-Dauermilch GmbH, Stavenhagen